# Arctoconopa zonata
Arctoconopa zonata là một loài ruồi trong họ Limoniidae. Chúng phân bố ở miền Cổ bắc.